# Беллоф, Штефан
Штефан Беллоф (нем. Stefan Bellof, Гисен, 20 ноября 1957 года — Спа-Франкоршам, 1 сентября 1985 года) — немецкий автогонщик, участник чемпионата мира по автогонкам в классе Формула-1. Победитель чемпионата спорткаров 1984 года, в которых он выступал за заводскую команду Ротманс Порше.

## Карьера

### Ранние годы
Завоевав титул в немецкой Формуле-Форд в 1980-м году в середине сезона Беллоф дебютировал в немецкой Формуле-3 и почти выиграл этот чемпионат. В 1983-м после возвращения БМВ в автоспорт, он получил место в Европейской Формуле-2 и выиграл первые же две гонки сезона.

### Формула-1 и Спорткары

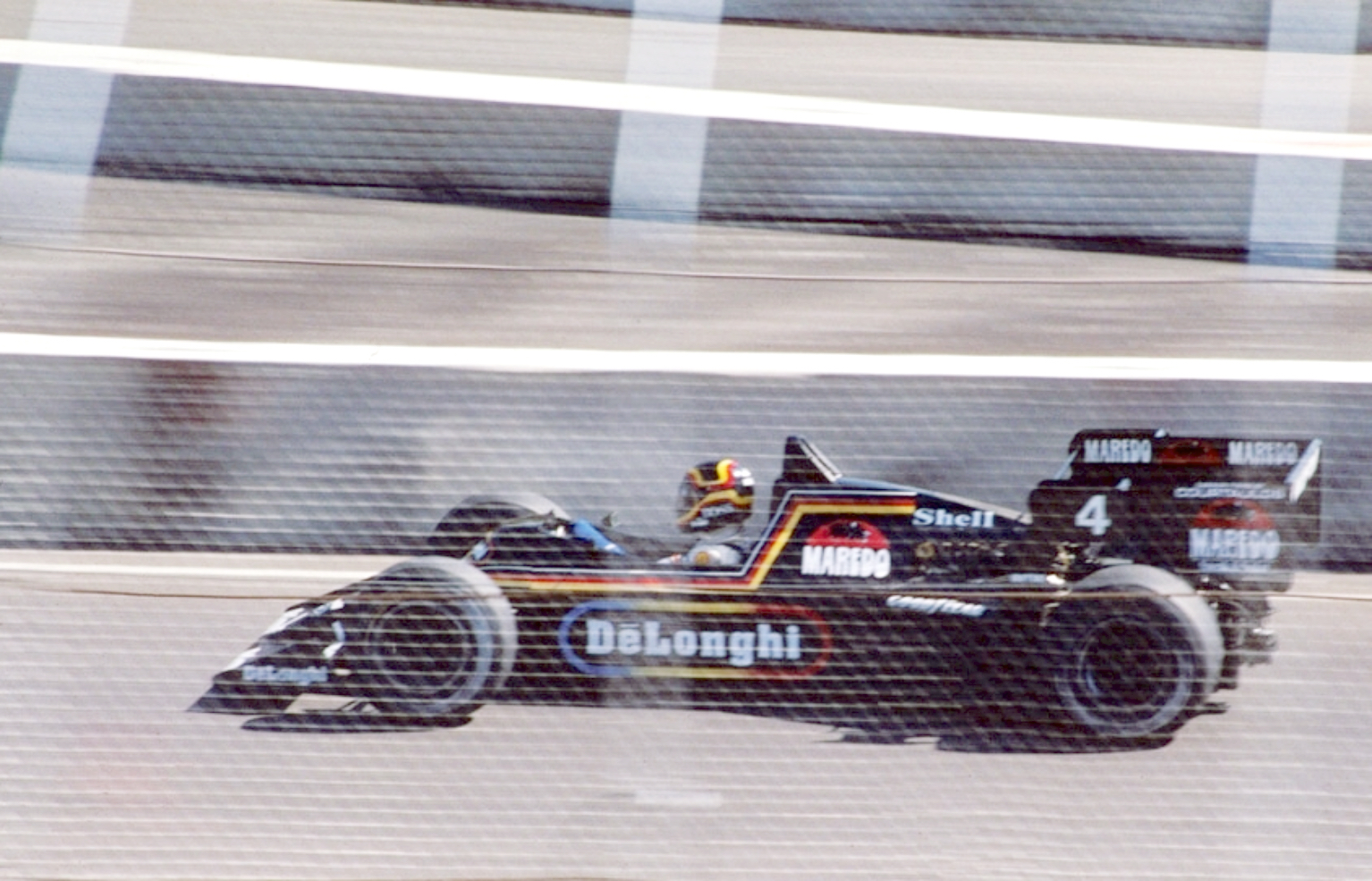
Беллоф за рулем Tyrrell 012 на Гран-при Детройта 1984 года

В том же сезоне Беллоф присоединился к заводской команде Порше в Мировом Чемпионате Спорткаров. Его партнёром стал Дерек Белл. Выступая большую часть сезона в паре с Дереком Беллом, Беллоф сумел показать лучший круг во время 1000-километрового марафона на трассе Нюрбургринг и лидировал до тех пор, пока не перевернул свой Порше 956 на крышу. Показанное им время поул-позишн (6:11,13) до 2018 года оставалось неофициальным быстрым кругом для старого 20-километрового Нюрбургринга. Официальный быстрый круг во время гонки по Северной Петле (6:25,91) также принадлежит Беллофу.
В 1984-м Беллоф дебютировал в Формуле-1 в составе команды «Тиррелл». Годом раньше Нельсон Пике стал первым чемпионом на машине с турбонаддувом. И если в 1983-м атмосферным моторам ещё удалось одержать победу в двух Гран-при, то в 1984-м они уже безнадёжно устарели. И «Тиррелл», использовавший атмосферные моторы Cosworth, выглядел в том чемпионате явным аутсайдером.
На Гран-при Монако 1984 года Беллоф стал единственным пилотом с двигателем без турбонаддува, кому удалось пройти квалификацию. И всё же стартовал он с последнего — 20 места. В начавшейся под проливным дождём гонке он уже после первого круга поднялся на 11 место. На втором обошёл Brabham итальянца Коррадо Фаби. На седьмом — Жака Лаффита на Williams, на 15-м Манфреда Винкельхока (ATS), на 21-м ещё один Williams, Росберга. На 27-м опередил «Ferrari» Рене Арну и вышел на третье место. Теперь он 20,5 секунд проигрывал Сенне и 37,5 секунд Просту. На 29-м круге дождь пошёл с новой силой, и директор гонки Жаки Икс принял решение вывесить красные флаги. На момент остановки гонки Беллоф проигрывал Сенне уже 13 секунд, а Просту — 21. На подиуме он стоял с совершенно подавленным видом — если бы гонку не остановили, немец стал бы как минимум вторым, а мог бы побороться и за победу.
Но ещё большее разочарование ожидало немца после Гран-при Детройта 1984 года. После гонки вскрылись нарушения командой технического регламента, и её пилоты были лишены всех очков, а результаты гонок пересмотрены.
Успех в том году ждал его в Чемпионате Спорткаров. Он победил в личном зачёте и помог «Порше» получить звание лучшей заводской команды 1984 года.
В 1985-м Беллоф продолжил своё выступление в Формуле-1 за «Тиррелл». Однако слабый атмосферный двигатель, которым была оснащена команда, не давал немцу проявить свой талант во всей красе. Ford Cosworth проигрывал турбомоторам полторы сотни лошадиных сил, и Беллоф смог попасть в очки лишь в Португалии, где стал 6-м и на Гран-при Детройта, где показал блестящее 4-е место. Набранные им очки стали последними для легендарного, но, увы, устаревшего Ford Cosworth DFV(Y).
В середине сезона Тиррелу удалось заполучить турбомоторы Renault. Результаты улучшились, и, вероятно, с Беллофом за рулём команда могла рассчитывать на определённый прогресс, но за рулём «Тиррелл-Рено» немец успел выступить только на трёх этапах.

## Смерть
О Беллофе говорили, как о будущем чемпионе Формулы-1. Немецкие пилоты не побеждали в Гран-при со времён Вольфганга фон Трипса, поэтому в Германии Штефан стал настоящей звездой и новой надеждой для немцев. Надеждам этим не суждено было оправдаться — во время 1000-километрового марафона в Спа Беллоф угодил в жуткую аварию. Его Порше 956 столкнулась с Порше 962 Жаки Икса в повороте О Руж. Обе машины загорелись. Через час из медицинского центра в Спа пришла новость о смерти Беллофа, хотя его авария с самого начала не оставляла никаких шансов на выживание.
Тремя неделями ранее за рулём Порше 962 погиб другой немецкий пилот спорткаров и Формулы-1 Манфред Винкельхок. Произошедшее сподвигло инженеров «Порше» приступить к созданию более безопасных моделей.

## Ажиотаж вокруг аварии Беллофа

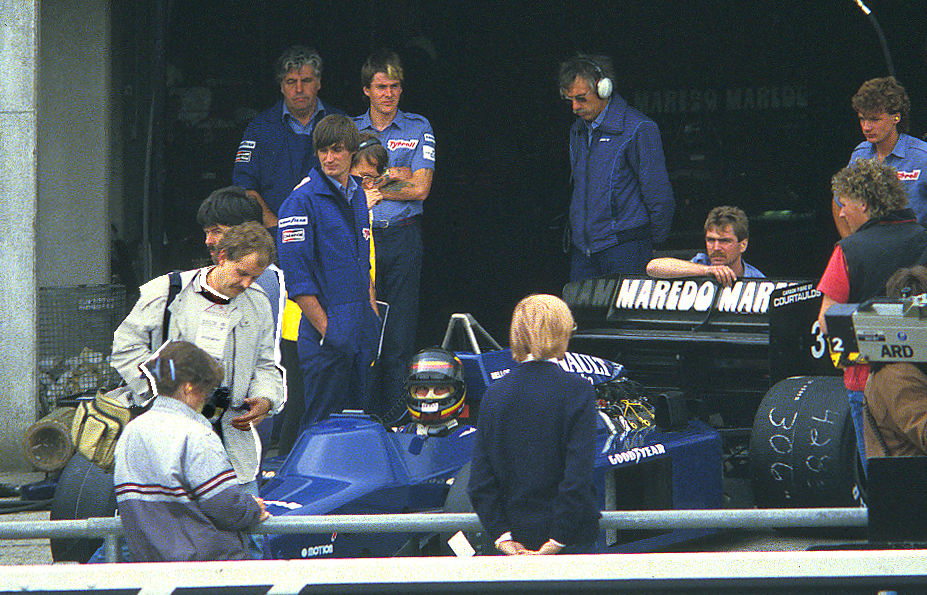
Штефан Беллоф за рулем Tyrrell 014 на Нюрбургринге

После гонки, в которой Беллоф погиб, а ещё один пилот Формулы-1 Джонатан Палмер был серьёзно травмирован, формульные «конюшни» стали с большой неохотой отпускать своих пилотов соревноваться в других гоночных сериях. Некоторые команды официально запретили своим пилотам выступать где либо ещё кроме Формулы-1, закрепив этот пункт в их контрактах.
Согласно официальному веб-сайту гонщика (нем.) сам Беллоф имел на Сезон 1986 Формулы-1 предложение от команды «Феррари».
В интервью для журнала 911 & Porsche World бывший партнёр Беллофа Дерек Белл выразил мнение, что смерть немца была вызвана недостатком гоночной дисциплины в его стиле вождения, и вина окружавших его людей, включая персонал команды, в том, что они не позволили таланту Беллофа дозреть.
Некоторое время назад семья Беллофа передала его памятные вещи местному музею Hobbywelt und Sammler, где они выставлены на общественное обозрение. Среди экспонатов карт, за рулём которого Штефан начинал свою карьеру, его комбинезоны и шлемы, а также гоночные трофеи.
 В Германии существует картодром названный именем Штефана Беллофа — Motorsportarena Stefan Bellof.
- Штефан Беллоф являлся автором лучшего времени круга за всю историю на Северной Петле Нюрбургринга. Рекорд 6:11,130 был поставлен во время квалификации перед гонкой 1000 км Нюрбургринга 1983 года на спортпрототипе Porsche 956.[3] 29 июня 2018 года, спустя 35 лет, рекорд был побит почти на минуту Тимо Бернхардом и составил 5:19,546[4].

## Результаты гонок в Формуле-1
| Легенда к таблице |                                                                    |
| --- | ------------------------------------------------------------------ |
| В таблице перечислены результаты всех Гран-при Формулы-1, в которых принимал участие гонщик. Строками таблицы являются сезоны, столбцами — этапы чемпионата мира. В каждой клетке указаны сокращённое название этапа и результат, дополнительно обозначенный цветом. Расшифровка обозначений и цветов представлена в нижеследующей таблице. |                                                                    |
| \| Пример \| Описание \| \| ------------ \| ------------------------------------------------------------------ \| \| 1 \| Победитель \| \| 2 \| Второе место \| \| 3 \| Третье место \| \| 5 \| Финишировал, заработав очки \| \| Сход \| Не финишировал, но при этом заработал очки \| \| 12 \| Финишировал, не получив очков \| \| НКЛ \| Финишировал, но не попал в финальную классификацию \| \| 15 \| Участвовал вне зачёта, либо по отдельной классификации \| \| 18 \| Не финишировал, но попал в финальную классификацию \| \| Сход \| Не финишировал \| \| НКВ \| Не прошёл квалификацию \| \| НПКВ \| Не прошёл предквалификацию \| \| ДСК \| Дисквалифицирован \| \| ИСК \| Исключён из протокола соревнований \| \| ТТ \| Заявлен для участия только в тренировках \| \| НС \| Участвовал в квалификации, но не стартовал в гонке \| \| Т \| Травмирован или болен \| \| ОТК \| Отказ от участия \| \| НТР \| Прибыл на соревнования, но на трассу не выезжал \| \| НПР \| Был заявлен в числе участников, но не прибыл к началу соревнований \| \| О \| Соревнования отменены \| \| \| Не участвовал \| \| Поул-позиция \| \| \| Быстрый круг \| \| |                                                                    |
| Пример | Описание                                                           |
| 1 | Победитель                                                         |
| 2 | Второе место                                                       |
| 3 | Третье место                                                       |
| 5 | Финишировал, заработав очки                                        |
| Сход | Не финишировал, но при этом заработал очки                         |
| 12 | Финишировал, не получив очков                                      |
| НКЛ | Финишировал, но не попал в финальную классификацию                 |
| 15 | Участвовал вне зачёта, либо по отдельной классификации             |
| 18 | Не финишировал, но попал в финальную классификацию                 |
| Сход | Не финишировал                                                     |
| НКВ | Не прошёл квалификацию                                             |
| НПКВ | Не прошёл предквалификацию                                         |
| ДСК | Дисквалифицирован                                                  |
| ИСК | Исключён из протокола соревнований                                 |
| ТТ | Заявлен для участия только в тренировках                           |
| НС | Участвовал в квалификации, но не стартовал в гонке                 |
| Т | Травмирован или болен                                              |
| ОТК | Отказ от участия                                                   |
| НТР | Прибыл на соревнования, но на трассу не выезжал                    |
| НПР | Был заявлен в числе участников, но не прибыл к началу соревнований |
| О | Соревнования отменены                                              |
| | Не участвовал                                                      |
| Поул-позиция |                                                                    |
| Быстрый круг |                                                                    |

| Сезон | Команда | Шасси       | Двигатель | Ш | 1       | 2       | 3        | 4       | 5       | 6       | 7       | 8       | 9       | 10      | 11       | 12      | 13      | 14  | 15  | 16  | Место | Очки |
| ----- | ------- | ----------- | --------- | - | ------- | ------- | -------- | ------- | ------- | ------- | ------- | ------- | ------- | ------- | -------- | ------- | ------- | --- | --- | --- | ----- | ---- |
| 1984  | Tyrrell | Tyrrell 012 | Cosworth  | G | БРА ДСК | ЮАР ДСК | БЕЛ ДСК  | САН ДСК | ФРА ДСК | МОН ДСК | КАН ДСК | ДЕТ ДСК | ДАЛ ДСК | ВЕЛ ДСК | ГЕР      | АВТ ИСК | НИД ДСК | ИТА | ЕВР | ПОР | -     | 0 *  |
| 1985  | Tyrrell | Tyrrell 012 | Cosworth  | G | БРА     | ПОР 6   | САН Сход | МОН НКВ | КАН 11  | ДЕТ 4   | ФРА 13  | ВЕЛ 11  |         |         |          |         |         |     |     |     | 16    | 4    |
| 1985  | Tyrrell | Tyrrell 014 | Renault   | G |         |         |          |         |         |         |         |         | ГЕР 8   | АВТ 7   | НИД Сход | ИТА     | БЕЛ     | ЕВР | ЮАР | АВС | 16    | 4    |

- — Тиррелл был лишён всех очков в чемпионате мира 1984 года, после того, как во время Гран-при Детройта у болидов команды был найден нелегальный балласт в топливных баках